# SPIP
SPIP (Système de Publication pour l'Internet Partagé ou Participatif) é um software livre destinado à concepção de um site web, do tipo sistema de gestão de conteúdos (SGC, em Inglês CMS: Content Management System) orientado para a realização de uma revista online. Está orientado para o trabalho de grupo, possuindo ferramentas de comunicação e organização.
A sua mascote é um esquilo voador e faz alusão ao esquilo de nome Spip que acompanha a personagem Spirou na banda desenhada criada por Robert Velter. Em algumas áreas da Bélgica a palavra spip significa mesmo esquilo.

## Apresentação
SPIP é um software livre de gestão de conteúdos dos mais utilizado em França (cerca de 25'000 sites).[carece de fontes?]
É utilizado quer pelos sites institucionais (La Poste, certos ministérios franceses), sítios de jornais como o Le Monde Diplomatique, sites de associações, universitários ou pessoais. Por outro lado está menos adaptado a comunidades virtuais que outros sistemas de gestão de conteúdos existentes.

## Tecnologia
Este software está escrito em PHP, e apoiado na base de dados MySQL (podendo utilizar outras). A aparência do sítio é separada do conteúdo do mesmo e baseia-se em esqueletos, que são simples arquivos HTML (ainda que possam também incluir código em linguagem PHP) onde se introduzem etiquetas (ou tags) próprias do SPIP, formando desta maneira uma linguagem de marcação própria.
O ponto forte do SPIP é a facilidade de se poder modificar a aparência do sítio público (o que é visível para os visitantes). A flexibilidade na presentação do conteúdo permite, por exemplo, agregar em secções próprias os 5 artigos mais lidos, todos os artigos relacionados com determinado tema ou outros artigos de determinado autor ordenados por data.
Os esqueletos são muito aberto e só com conhecimentos de HTML e com algum estudo das etiquetas próprias do SPIP se pode fazer apresentações gráficas próprias. Desta forma o SPIP difere de outros sistemas de gestão de conteúdos que só permitem fazer modificações a partir do sue interface gráfico de gestão (painel de controlo).
A velocidade com que as páginas são mostradas ao visitante é elevada. Isto se deve a um sistema cache que o SPIP possui: a base de dados não é acedida cada vez que um visitante solicita uma página; a página só é gerada após determinado tempo configurável e é guardada de modo estático para depois ser mostrada ao visitante. Desta maneira, quando uma página é requisitada, o sistema irá assegurar-se de antemão da sua a existência no cache e se ela não for demasiado antiga então será mostrada ao visitante.

## História
SPIP foi originalmente criado para o magazine uzine.net, depois os seus criadores decidiram libertá-lo segundo a licença livre GPL. Desde o seu lançamento em 2001, foi adoptado pelo Le Monde Diplomatique e www.vacarme.eu.org. 
SPIP integra um mecanismo de cache, uma autenticação, um modulo de instalação automática, tal como uma interface de administração e de redacção dos artigos. SPIP tem por característica principal permitir a criação de páginas dinâmicas sem conhecer o PHP, graças a um mecanismo de templates relativamente simples chamado de esqueletos. 
Lançada em 2003, a versão 1.6 permite visualizar o interface privado em várias línguas . Um espaço de tradutores é colocado online a fim de multiplicar o número de versões disponíveis .
Em Janeiro de 2004, a versão 1.7 de SPIP permite igualmente gerir sites multilingues, integra um módulo de pesquisa e de indexação de conteúdo, e permite incorporar conteúdo de outros sites via uma agregação. Em Junho, é criado um fork bastante controverso, SPIP-Agora, que é anunciado no site da Association des développeurs et utilisateurs de logiciels libres pour les administrations et les collectivités territoriales ADULLACT.
Em Abril de 2005, o interface privado da versão 1.8 a foi remodelado a fim de melhorar a ergonomia efectuada por Diala Aschkar no programa do seu mestrado. Uma modificação importante para os programadores saiu também com esta versão: o coração do SPIP é dotado de um novo compilador que, pela sua riqueza, abre campo a novas possibilidades. É agora possível elaborar esqueletos com funcionalidades mais complexas sem recorrer ao PHP.
Muitas alterações estão actualmente em curso, como a re-escrita do interface privado na forma de esqueletos.
A versão 1.9 (1 de Julho de 2006) introduz o sistema de plugin. Ela traz também muitas alterações, nomeadamente na organização dos ficheiros, em particular na passagem das extensões do ficheiro de .php3 para .php.
A versão 1.9.1 introduz um sistema de modelo, da mesma forma que o Wikimédia.
A versão 1.9.2 modifica a organização dos directórios, para permitir uma melhor multiplicidade de fontes.
Em Dezembro de 2008 fou lançada a versão 2.0.0. Em Janeiro de 2009 a versão 2.0.3 permite a instalação automática de plugins, vários sites com a mesma instalação SPIP e utilização de diversas bases de dados. O espaço privado pode agora ser redesenhado utilizando html, de forma semelhante à forma como se desenha o espaço público.